# Poa candamoana
Poa candamoana là một loài cỏ trong họ hòa thảo, thuộc chi poa.